# Dario Grava
Pour les articles homonymes, voir Grava.
Dario Grava (né le 11 décembre 1948 à Claut, dans la province de Pordenone, dans la région du Frioul-Vénétie Julienne, en Italie) est un footballeur franco-italien des années 1970. Il évoluait au poste de défenseur.

## Biographie
Le 10 mai 1982, naît sa fille Lesly (Lily Berry de son nom d'artiste).

## Clubs
- Avant 1968 : FC Neuweg ( France)
- 1968-1973 : RC Strasbourg ( France)
- 1973-1977 : OGC Nice ( France)
- 1978-1979 : SR Haguenau ( France)

## Équipe de France
- International Junior
- International militaire (Bataillon de Joinville)
- International olympique (Mexico 1968)
- Équipe de France A : 1 sélection en 1973